# Netrocerocora coraxa
Netrocerocora coraxa là một loài bướm đêm trong họ Noctuidae.